# Kolotl magnus
Espèce
Synonymes
- Diplocentrus magnus Beutelspacher & López-Forment, 1991

Kolotl magnus est une espèce de scorpions de la famille des Diplocentridae.

## Distribution
Cette espèce est endémique du Guerrero au Mexique. Elle se rencontre vers Acapulco de Juárez.

## Description
La femelle holotype mesure 101,5 mm.
Kolotl magnus mesure de 70 à 97 mm.

## Systématique et taxinomie
Cette espèce a été décrite sous le protonyme Diplocentrus magnus par Beutelspacher et López-Forment en 1991. Elle est placée dans le genre Kolotl par Santibáñez-López, Francke et Prendini en 2014.

## Publication originale
- Beutelspacher & López-Forment, 1991 : Una especie nueva de Diplocentrus (Scorpionida: Diplocentridae) de Mexico. Anales del Instituto de Biologia Universidad Nacional Autonoma de Mexico Serie Zoologia, vol. 62, no 1, p. 33-40 (texte intégral).